# 5e arrondissement (Lyon)
Het 5e arrondissement is een van de negen arrondissementen van de Franse stad Lyon. Het arrondissement ligt op de rechteroever van de rivier de Saône, tegenover het Presqu'île en het 1e en het 2e arrondissement, en grenst in het noorden aan het 9e arrondissement. Het vijfde arrondissement beslaat 623 hectare en heeft 47.330 inwoners. 

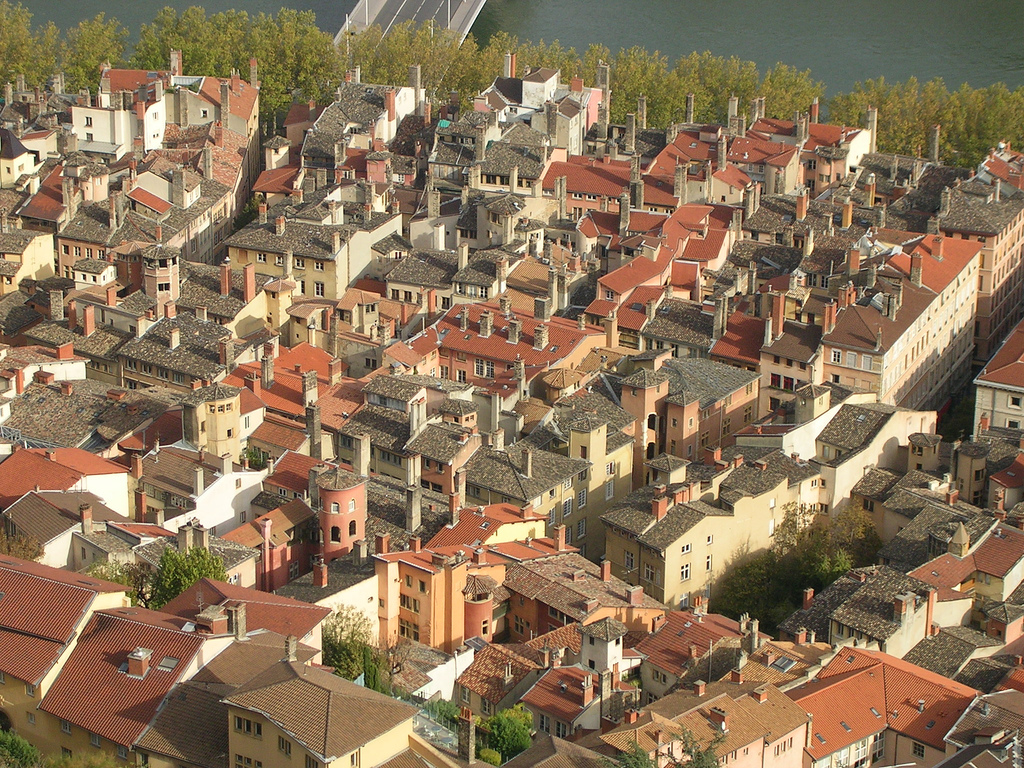
Vieux Lyon gezien vanaf La Fourvière

Het arrondissement bevat de heuvel Fourvière en de wijk Vieux Lyon en daarmee de oudste gedeeltes van de stad. In de romeinse tijd lag de stad Lugdunum bovenop Fourvière, en later, in de renaissance is Vieux-Lyon onderaan die heuvel gebouwd, op de Saône-oever, waar de stad opnieuw tot bloei zou komen alvorens de rivier over te steken en verder te groeien op het Presqu'île. De verbinding tussen rivierdal en heuveltop wordt onder meer gemaakt met de kabelspoorweg van Fourvière.
Het vijfde arrondissement is opgericht op 24 maart 1852, en in 1963 is daar de voormalige gemeente Saint-Rambert-l'île-Barbe bijgevoegd, dat echter een jaar later er weer vanaf gesplitst zou worden, samen met de voormalige gemeente Vaise die reeds in 1852 in was gelijfd, om het 9e arrondissement te gaan vormen. 